# حفريات (آثار)

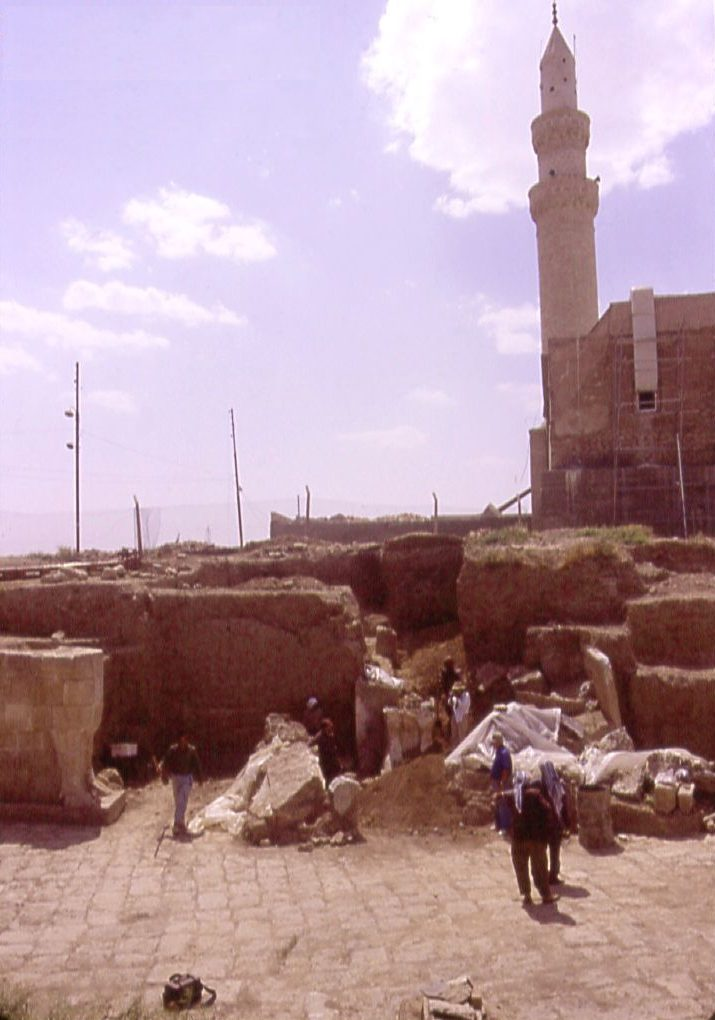
حفريات بجوار جامع النبي يونس بنينوى سنة 1990م كشفت عن آثار آشورية

الحفريات عملية تُجرى لاستكشاف موقع أثري، ينفذها مختصون بعناية كي لا يتلفوا منها شيء. ومنها علم الحفريات وهو تلك الدراسة العلمية الخاصة بحياة ما قبل التاريخ، فهو يقوم بدراسة الحفريات من أجل التحقق من التطور والتفاعل الذي حدث لهياكل الكائنات المختلفة، ونوعية البيئات التي تعيش فيها. فعلم الحفريات يعد من أساسيات العلوم الجيولوجية، فأهميته لا تقل أبدًا عن دراسة صخور الأرض والمعادن والفلزات المختلفة.
الحفرية هي عبارة عن أثر أو بقايا من النباتات التي لها آثار من آلاف أو ملايين السنين، وتتنوع الحفريات ما بين أوراق النباتات أو الهياكل أو الأصداف وآثار ومسارات لأقدام تبحث عن الحيوانات. وتتمثل بعض الحفريات في الصخور الرسوبية، حيث تشكلت هنا الحفريات من خلال بقايا النباتات أو الحيوانات التي طمرت في الرسوبيات ومنها الرمل والطين، والتي تجمعت في قاع الأنهار والبحيرات المختلفة والمستنقعات. وبعدما مرت آلاف وملايين السنوات ثقلت الطبقات العليا الضاغطة على الطبقات السفلى، وتحولت إلى صخور. أما عن الحفريات الكاملة لنباتات أو حيوانات فهي قليلة جدًا.

## فوائد دراسة علم الحفريات
- تعد دراسة علم الحفريات هامة للكشف عن تاريخ الحياة القديمة على الأرض وكيف تطورت، فهي لها مكانة هامة في الدراسات الفلسفية والأكاديمية وذلك من أجل ترسيخ أساسيات التطور العضوي.
- تعد دراسة الحفريات الطريق الوحيد وراء دراسة تاريخ الصخور بشكل نسبي، فمن المؤكد أن الحياة تغيرت على مدار الزمن، وهذا ما يجعل صخور أي زمن تتغير وتختلف عن الزمن الأخر وهنا تستدعي الحاجة إلى دراستها ومعرفة طرق تطورها.
- دراسة الحفريات لأي تطور وتتابع من أنواع الصخور المختلفة يساعدنا على معرفة زمن الترسيب والبيئة الخاصة به، وبالتالي تقسيمها إلى أقسام صغيرة.
- الحفريات الدقيقة تساعد على الكشف عن تاريخ طبقات الأرض، ومن ثم مقارنة تلك الطبقات إلى جانب معرفة أحواض الترسيب واستنتاج بيئة الترسيب وبالتالي كيف كان المناخ القديم.

## علم الحفريات واستخدامه في مقارنة الطبقات الأرضية
من فوائد الحفريات أنها تمدنا بالأساس الذي بنيت عليه الصخور ومن ثم الكشف عن تطورها مع مرور الوقت. فهي من أهم العمليات التي تساهم في الكشف عن الجغرافيا القديمة الخاصة بمختلف العصور، فتمكنا من معرفة اتجاهات الشواطئ، امتداد البحار، الأماكن الخاصة بتجمع الرواسب وأصلها. وأيضًا تستخدم من أجل مقارنة الأعمدة الجيولوجية بالمناطق المختلفة، ومن خلال هذا من الممكن عمل المقارنات بين تلك الأعمدة الجيولوجية وبين تكوين الشكل المجسم للمنطقة، ومن ثم الاستنتاج لأشكال الطبقات تحت سطح الأرض. وهذا بدوره يسهل توقع الامتداد لطبقة معينة تضم معدن معين أو طبقة معينة بها قيمة اقتصادية.
فجميع المعلومات التي يتم استنتاجها ليس لها قيمة من الناحية المعرفية والأكاديمية فقط، بل تفيد عن البحث عن الحقائق وراء الأطول لتلك المعادن الاقتصادية والإمكانية الخاص به فهل يكون سميكًا أم غنيًا، وأيضًا تسهل في التنقيب على البترول.